# Oliver Ross (calciatore)
Oliver Ross (Aalborg, 10 ottobre 2004) è un calciatore danese, attaccante dell'Aalborg.

## Biografia
Anche suo fratello Mathias è un calciatore professionista.

## Carriera

### Club
Cresciuto nel settore giovanile dell'Aalborg, debutta in prima squadra il 20 marzo 2022, in occasione dell'incontro di Superligaen vinto per 3-0 contro il Brøndby. Il 22 giugno seguente prolunga il suo contratto fino al 2025.

### Nazionale
Ha giocato nelle nazionali giovanili danesi Under-17, Under-18 ed Under-19.

## Statistiche

### Presenze e reti nei club
Statistiche aggiornate al 10 marzo 2023.
| Stagione        | Squadra         | Campionato      | Campionato | Campionato | Coppe nazionali | Coppe nazionali | Coppe nazionali | Coppe continentali | Coppe continentali | Coppe continentali | Altre coppe | Altre coppe | Altre coppe | Totale | Totale |
| Stagione        | Squadra         | Comp            | Pres       | Reti       | Comp            | Pres            | Reti            | Comp               | Pres               | Reti               | Comp        | Pres        | Reti        | Pres   | Reti   |
| --------------- | --------------- | --------------- | ---------- | ---------- | --------------- | --------------- | --------------- | ------------------ | ------------------ | ------------------ | ----------- | ----------- | ----------- | ------ | ------ |
| 2021-2022       | Aalborg         | SL              | 11         | 0          | CD              | 1               | 2               |                    | -                  | -                  |             | -           | -           | 12     | 2      |
| 2022-2023       | Aalborg         | SL              | 15         | 0          | CD              | 3               | 0               |                    | -                  | -                  |             | -           | -           | 18     | 0      |
| Totale Aalborg  | Totale Aalborg  | Totale Aalborg  | 26         | 0          |                 | 4               | 2               |                    | -                  | -                  |             | -           | -           | 30     | 2      |
| Totale carriera | Totale carriera | Totale carriera | 26         | 0          |                 | 4               | 2               |                    | -                  | -                  |             | -           | -           | 30     | 2      |